# Tobaksmonopol i Sverige

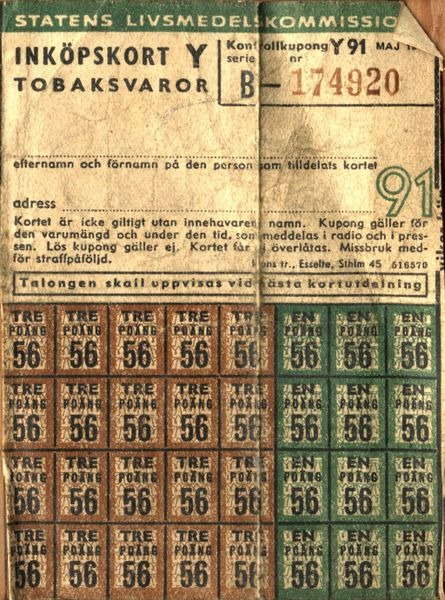
Ransoneringskort för tobaksvaror från andra världskriget under Sveriges femte tobaksmonopol 1915-1961

Tobaksmonopolen i Sverige betecknar Sveriges fem statliga monopol på import, tillverkning och försäljning av tobak, som funnits sedan 1600-talet. Det första kända tillfälle då tobak nämns i Sverige är i tullräkenskaper från år 1601. Tobaken blev snabbt en populär och efterfrågad vara och det förekom mycket smuggling av tobaksvaror.

## Söderkompaniet 1641-1649
Drottning Kristinas förmyndarregering utfärdade ett privilegiebrev den 12 januari 1641 till Söderländska kompaniet (oftast kallat Söderkompaniet), ett bolag som hade grundats redan 1626. De erhöll privilegium på tobaksimporten. Den omfattande smugglingen ledde till att kompaniet år 1643 fick monopol även på försäljningen i Sverige. Söderkompaniet fick full tullfrihet för den tobak som infördes med egna fartyg från Amerika, men inte på den tobak som importerades från Europa. Söderkompaniet hade lokaler och lager i Stockholm och Göteborg.
Den svenske guvernören Johan Printz hade 1642 tillträtt en tjänst i kolonin Nya Sverige i Delaware i Nordamerika. Han hade fått instruktioner om att förbättra tobaksodlingarna där samt att med skepp förse Sverige med råtobak. Söderkompaniet anställde i maj 1648 den holländske affärsmannen Thomas Swartwout som hade erfarenhet av tobakstillverkning i Amsterdam. Thomas Swartwout bodde nära Södermalmstorg, och hade möjligen tillverkningen i ett gårdshus. Bolagets produktion satte fart under hans ledning. Den amerikanska tobaken räckte inte, utan kompaniet måste se sig om efter fler leverantörer inom Europa.
Rent ekonomisk bar sig Söderkompaniet inget vidare (mycket p.g.a. smuggling) och då man dessutom tvingades att i allt större utsträckning importera tobak (utan tullfrihet) från Europa försvann både ekonomin och den politiskt-ideologiska grundvalen för Söderkompaniet, nämligen att utgöra en länk mellan Sverige och Nya Sverige. 1649 avskaffades monopolet av den nu myndiga Kristina, då hon menade att nyttan med monopolet var obefintligt.
Monopolets avskaffande gav impulser till den första svenska tobaksodlingen, om än i en mycket liten skala, hos Olof Rudbeck i Uppsala och Magnus Gabriel De la Gardie på Ulriksdals slott. Inte förrän på 1700-talet började den svenska tobaksodlingen skjuta fart.

## Caspar Kohl & Daniel Young 1651-1653
Detta monopol varade endast två år och komplicerades av att staten gav rättigheter att hantera tobak till två helt olika bolag samtidigt.
Drottning Kristina beviljade den 5 oktober 1650 två holländska köpmän i Stockholm, Johan Fock och Johan Visbeck, privilegium på försäljning av sönderskuren tobak samt rätt att importera tobaksblad mot en tullavgift av endast en procent. Johan Fock och Johan Visbeck anställde en tobaksspinnare, Pieter Bout, från Amsterdam. De två kompanjonerna blev dock oense om ekonomin och inledde process mot varandra.
Den 22 september 1651 beviljades sedan köpmännen Caspar Kohl och Daniel Young (senare adlad Leijonancker) monopol på handeln med tobak mot ett arrende om 5.000 riksdaler per år. Även för Kohl och Young gick det dåligt. Caspar Kohl gjorde konkurs. Johan Fock och Johan Visbeck hade dessutom lämnat besvär till myndigheterna mot att Kohl och Young erhållit monopol, när de själva året innan fått privilegium av drottningen. Detta ledde till ett beslut om delning av monopolrättigheterna. Kohl och Young protesterade mot detta beslut, eftersom de hade gjort investeringar i sitt företag och nu gick med förlust. Till slut upphävde drottning Kristina monopolet den 28 april 1653.

## Amerikanska kompaniet 1654-1660
Den 23 december 1654 fick det gamla Söderkompaniet (nu namnändrat till Amerikanska kompaniet) monopol på all tobaksimport till Sverige. Från 1658 fick man också monopol på all tobakshandel. En av kompaniets uppgifter var ånyo att utveckla handeln med Nya Sverige, för att stimulera handeln med den amerikanska kolonin.
Detta monopol sammanfaller med Karl X Gustavs regeringstid. Kungen hade ett stort behov av att förbättra kronans finanser då utskrivningar av soldater kostade mycket pengar. Bolaget fick omgående bekymmer. Tobaksodlingarna i Nya Sverige fick inte någon större omfattning. Tillverkningen kom igång 1655 och Amerikanska kompaniet producerade då närmare 20.000 skålpund tobak (8,3 ton).
Smuggeltrafiken av tobak var dock så omfattande att år 1656 var fortfarande hälften av 1655 års produktion osåld. Kompaniets direktörer var Olof Strömsköld och Hans Kramer. Daniel Young, som tidigare drivit bolaget Caspar Khl & Daniel Young, var faktor i Amerikanska kompaniet. Vid flera riksdagar klagade borgarståndet över de monopol som de olika kompanierna hade och man krävde att monopolen skulle avskaffas. Amerikanska kompaniets lönsamhet var dålig och den 10 november 1660 avskaffades så även detta monopol.

## Tobakskompaniet1662-1685
År 1662 beslöt Karl XI:s förmyndarregering under Magnus Gabriel De la Gardie att skapa ett nytt monopol. Tobakskompaniet var utarrenderat till ett konsortium bestående av fem affärsmän. Huvudperson i bolaget blev räntmästaren Börje Olofsson Cronberg.
Bolaget fick en besvärlig start, man fick förlägga produktionen till Amsterdam innan man kunde påbörja tillverkning i lokaler vid Slottsbacken 1664. I och med att bolaget 1668 fick en ny arbetsledare, Frans Tielman, samt en ny företagsledare, hovkamreren Jonas Österling, blev det lite mer ordning på produktionen. Lokalerna vid Slottsbacken brann ner 1672 och man beslöt att förlägga tillverkningen till ett nybyggt tobaksspinneri på Österlings tomt vid Pålsundet på Södermalm – en egendom som senare skulle bli känd som Heleneborg.
Nybyggnationen blev dyrbar för kompaniet och Österling hade dessutom ingått en del oförmånliga avtal. Omfattande smuggling, det pågående kriget mot Danmark samt en dom med ett högt bötesbelopp i kammarrätten bidrog till att försvaga bolagets ekonomi. Frans Tielmans yrkesmässigt framgångsrika tid vid Tobakskompaniet avslutades abrupt när han oväntat dog den 1 mars 1680. Jonas Österling fick ökande problem när Tobakskompaniet inte klarade av att fullgöra sina skyldigheter, som bland annat bestod i att delvis försörja änkedrottningen Hedvig Eleonora. En konflikt uppstod därför med kungahuset och Österling försattes till slut i konkurs.
Under Tobakskompaniets sista år, 1685, insattes kammartjänaren Zacharias Rehnberg i Österlings ställe för att försöka få ordning på bolaget. Detta lyckades inte och när arrendetiden gick ut så gick även 1600-talets fjärde och sista tobaksmonopol i graven. Genom plakatet 12 april 1687 medgavs varje svensk undersåte rätt att införa tobaksblad och inrätta spinnerier efter tillstånd från kommerskollegium. Under tiden fram till det stora nordiska krigets utbrott beviljades ett 40-tal tillstånd för tobaksspinnerier i riket. Eftersom tobaken betraktades som en "överflödsvara" upphörde den mesta tobaksproduktionen före år 1710 på grund av brist på både kapital och råvara. Först på 1720-talet började tobaksproduktionen sätta fart med en omfattande tobaksodling kring de svenska städerna.

## Aktiebolaget Svenska Tobaksmonopolet1915-1961
Bolaget bildades genom ett riksdagsbeslut på grund av behovet av pengar till ett nytt pensionssystem samt utbyggnad av försvaret under första världskriget. Verkställande direktör blev Oscar Wallenberg. Tobaksmonopolets huvudkontor och fabrik förlades till en nybyggnad på Södermalm i Stockholm. I kvarteret har i dag Swedish Match sitt huvudkontor, medan tillverkningen av tobaksvaror lades ned redan 1965. AB Svenska Tobaksmonopolet hade också fabriker i Härnösand, Gävle, Arvika, Södertälje, Göteborg, Nässjö och Malmö.
Under andra världskriget ersattes hela sortimentet av ett krigssortiment i enkla förpackningar och med skiftande kvalitet. 1942 införde staten en ransonering på cigarretter, vilken upphörde efter krigsslutet hösten 1945. 1947 lanserade Tobaksmonopolet den första cigarretten med amerikansk tobaksblandning, John Silver. Dessförinnan hade de flesta cigarretterna haft orientaliska tobaksblandningar.
26 maj 1961 beslutade riksdagen att häva monopolet avseende import och försäljning av tobak. AB Svenska Tobaksmonopolet ombildades till Svenska Tobaks AB. 1967 försvann även det statliga tillverkningsmonopolet.